# Robert Thurman

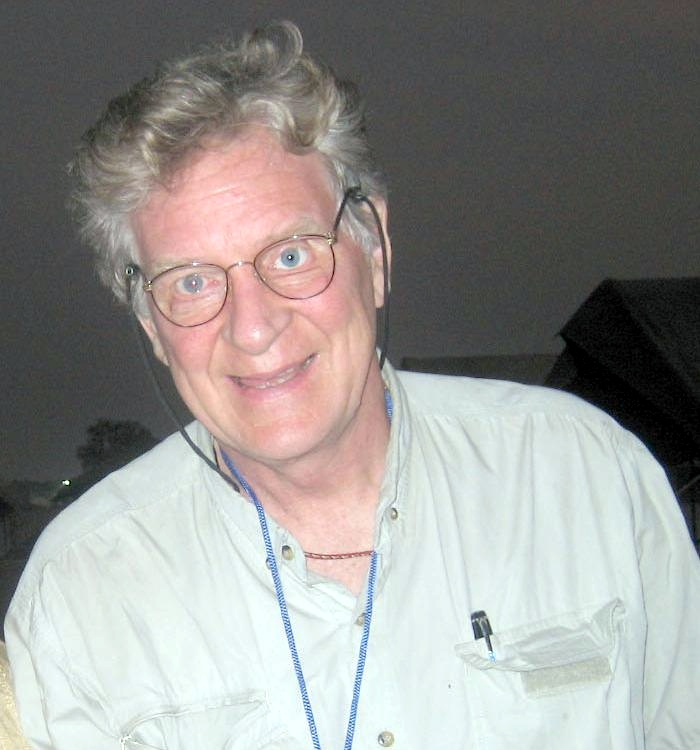
Robert Thurman (2006)

Robert Alexander Farrar Thurman (New York, 14 augustus 1941) is een Amerikaans indoloog, tibetoloog en boeddholoog.

## Biografie
Thurman studeerde aan de Harvard-universiteit vanaf 1958 en slaagde voor zijn bachelor in 1962. In 1961 verloor hij zijn linkeroog in een ongeluk met een krik, waarna zijn oog werd vervangen door een kunstoog. Door dit ongeluk gaf hij zijn leven een geheel andere wending. Hij scheidde van zijn vrouw en reisde van 1961 tot 1966 in Turkije, Iran en India. Hij bekeerde zich tot het Tibetaans boeddhisme en werd als boeddhistisch priester ingewijd in 1964. Robert Thurman studeerde onder andere bij de veertiende dalai lama, Tenzin Gyatso, met wie hij bevriend raakte.
Hij keerde terug naar de Verenigde Staten in 1967 en hertrouwde. Ze kregen vier kinderen waaronder de oudste dochter Uma, die actrice werd. In 1969 behaalde hij zijn master en in 1972 werd hij doctor in Sanskriet en Indiase Studies aan Harvard. Hij werd hoogleraar godsdienstwetenschappen aan het Amherst College van 1973 tot 1988 en vervolgens hoogleraar aan de Columbia-universiteit. Time verkoos hem tot een van de vijfentwintig meest invloedrijke Amerikanen van 1997.
Hij is voorstander van de vrijheid van Tibet en hij is samen met acteur Richard Gere en componist Philip Glass medeoprichter van de niet-gouvernementele organisatie Tibet House. In 2003 ontving hij de Light of Truth Award van de International Campaign for Tibet.

## Kritiek
In het boek History as Propaganda van John Powers uit 2004 wordt Thurman beschreven als een propagandist voor de Tibetaanse zaak. Hij zou zich overwegend kritisch uiten over communistisch China en een niet-kritische houding aannemen tegenover Tibet en de status van Tibet.